# Тырган (Кемеровская область)
Тырган — посёлок при станции в Прокопьевском районе Кемеровской области. Входит в состав Трудармейского сельского поселения.  

## Этимология
Такое название Тырган получил из-за формы рельефа — холмистая местность. Между собой горожане называют его «горой ветров», из-за постоянных ветров.

## География
Центральная часть населённого пункта расположена на высоте 421 метров над уровнем моря.

## Население
По данным Всероссийской переписи населения 2010 года, в посёлке при станции Тырган проживает 146 человек.